# Oxidace primárních alkoholů na karboxylové kyseliny
Oxidace primárních alkoholů na karboxylové kyseliny jsou důležitou skupinou redoxních reakcí v organické chemii.
Při přeměně primárního alkoholu na karboxylovou kyselinu se oxidační číslo koncového atomu uhlíku zvýší o 4. U složitějších molekul, obsahujících další skupiny náchylné k oxidaci, je často možné provést i selektivní oxidace. Jako oxidační činidla se nejčastěji používají manganistan draselný (KMnO4) a okyselený roztok dichromanu draselného. Lze také použít Jonesovo činidlo, chlorchroman pyridinia v dimethylformamidu, oxid rutheničelý, TEMPO nebo Heynsovu oxidaci.

## Manganistan draselný
Manganistan draselný (KMnO4) je silným oxidačním činidlem, reagujícím s mnoha funkčními skupinami, jako jsou i sekundární alkoholy, 1,2-dioly, aldehydy, alkeny, oximy, thioethery a thioly. Oxidace primárních alkoholů na karboxylové kyseliny pomocí KMnO4 jsou velmi účinné. Tato reakce, kterou poprvé podrobně popsal H. M. Fournier, se obvykle provádí přidáním KMnO4 do zalkalizovaného vodného roztoku (nebo suspenze) alkoholu. Vytvořená směs se míchá, dokud není oxidace dokončena. K dobrému průběhu reakce je nutné, aby byl alkohol alespoň částečně rozpuštěn, toho lze dosáhnout například dodáním organického rozpouštědla, jako jsou dioxan, pyridin, aceton a terc-butanol. U nenasycených alkoholů bude KMnO4 nejprve reagovat s dvojnou vazbou uhlík-uhlík a až poté proběhne oxidace alkoholu.
Tyto oxidace obvykle probíhají v silně zásaditém prostředí, kde jsou rychlejší a selektivnější. U substrátů citlivých na silné zásady je možné použít nižší pH, dokonce i kyselé prostředí - reakce ovšem bude pomalejší.

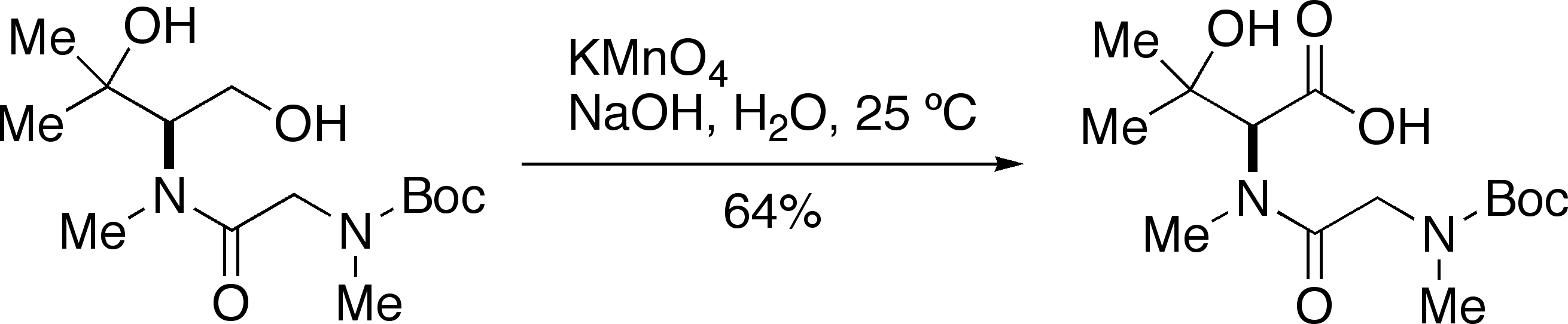
M. A. Ciufolini a S. Swaminathan zoxidovali s použitím KMnO_{4} alkohol na karboxylovou kyselinu ve vodném roztoku NaOH v rámci přípravy derivátu aminokyseliny potřebného k syntéze antibiotika z mikroorganismu Actinomadura luzonensis

KMnO4 se ve vodě rozkládá na oxid manganičitý (MnO2) a plynný kyslík. Tento proces může katalyzovat zásada, kyselina nebo MnO2. Vzhledem k tomuto rozkladu je třeba udržovat dostatečnou koncentraci KMnO4 jeho postupným přidáváním, dokud reakce probíhá.

## Jonesova oxidace

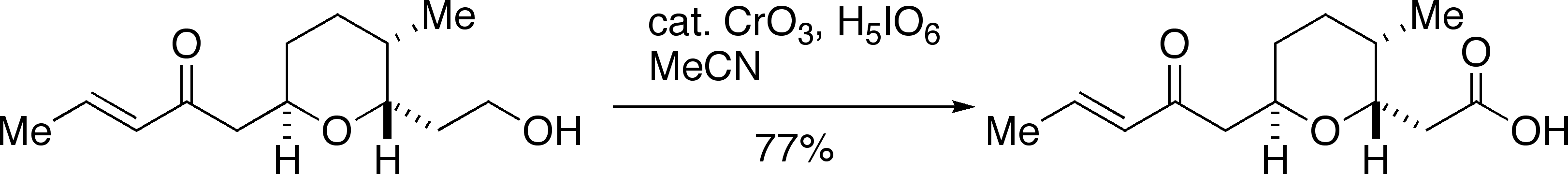
M. T. Crimmins a A. C. DeBaillie zoxidovali primární alkohol na kyselinu katalytickým CrO_{3} a přebytkem H_{5}IO_{6} v rámci syntézy bistramidu A^{1}, sloučeniny s protinádorovými vlastnostmi izolované ze sumky Lissoclinum bistratum.

Jonesovo činidlo se připravuje rozpuštěním oxidu chromového (CrO3) v kyselině sírové, čímž se vytvoří červený roztok obsahující kyselinu chromovou (H2CrO4) a její oligomery. Přidání tohoto činidla k acetonovému roztoku primárního alkoholu způsobí oxidaci alkoholu na karboxylovou kyselinu.
Tento postup, obsahující přímou adici, je používán často, přestože mnohdy vede ke vzniku esterových vedlejších produktů (se strukturou R-CO-O-CH2-R) oxidační dimerizací primárních alkoholů. B. C. Holland a N. W. Gilman zjistili, že tyto vedlejší reakce lze výrazně omezit obrácenou adicí, kdy se roztok alkoholu v acetonu pomalu přidává k Jonesovu činidlu.
Jonesovo činidlo může také oxidovat sekundární alkoholy na ketony. Ze sloučenin obsahujících primární i sekundární alkoholové skupiny vznikají ketokyseliny.
Potíže způsobované používáním velkých množství toxického oxidu chromového vedly k nalezení katalytického procesu spočívajícího v reakci kyseliny jodisté (H5IO6) za přítomnosti přibližně 1,2 mol% CrO3. Použití katalytického množství CrO3 je obzvláště vhodné pro reakce prováděné ve velkém měřítku.

## Dichroman pyridinia vdimethylformamidu
Dichroman pyridinia (PDC) je světle oranžová pevná látka se vzorcem (C5H5NH)2Cr2O7, používaná na oxidace primárních alkoholů na aldehydy a sekundárních na ketony. Reakcemi nasycených primárních alkoholů s PDC lze však také získat karboxylové kyseliny, pokud se jako rozpouštědlo použije dimethylformamid (Me2NCHO, DMF). U allylových a benzylových primárních alkoholů se tímto postupem karboxylové kyseliny nevytvářejí. Uvedený druh oxidace se provádí v neutrálním prostředí.

## Heynsova oxidace
V Heynsových oxidacích je oxidačním činidlem kyslík a katalyzátorem platina.

## Oxid rutheničelý
Oxid rutheničelý je silným oxidačním činidlem a reakce tak mohou probíhat za mírných podmínek.

## Dvoukroková oxidace přes aldehydy
Vzhledem k tomu, že řada oxidací alkoholů na karboxylové kyseliny probíhá za tvrdých podmínek a nelze při nich používat běžné chránicí skupiny, tak se často používají dvoukrokové oxidace.
Primární alkohol se nejprve zoxiduje na aldehyd, například pomocí kyseliny 2-jodoxybenzoové nebo Dessova–Martinova perjodinanu. Aldehyd se poté Pinnickovou oxidací za působení chloritanu sodného přemění na karboxylovou kyselinu.
Tento postup bývá zahrnován do příprav přírodních látek, například platencinu.